# (6603) Marycragg
(6603) Marycragg es un asteroide perteneciente al cinturón de asteroides, región del sistema solar que se encuentra entre las órbitas de Marte y Júpiter.
Fue descubierto el 19 de mayo de 1990 por Eleanor F. Helin  desde el Observatorio Palomar.

## Designación y nombre
Designado provisionalmente como 1990 KG, fue nombrado en honor a Mary A. Cragg (n. 1938) quien desarrolló la infraestructura de oficinas de Telescopes in Education (TIE). Se utiliza como modelo para otras operaciones de telescopios educativos remotos.

## Características orbitales
Marycragg está situado a una distancia media del Sol de 2,649 ua, pudiendo alejarse hasta 3,191 ua y acercarse hasta 2,107 ua. Su excentricidad es 0,205 y la inclinación orbital 16,426 grados. Emplea 1574,50 días en completar una órbita alrededor del Sol.

## Características físicas
La magnitud absoluta de Marycragg es 13,46. Tiene 10,871 km de diámetro y su albedo se estima en 0,124.